# Lambruisse
Lambruisse är en kommun i departementet Alpes-de-Haute-Provence i regionen Provence-Alpes-Côte d'Azur i sydöstra Frankrike. Kommunen ligger  i kantonen Saint-André-les-Alpes som ligger i arrondissementet Castellane. År 2022 hade Lambruisse 81 invånare.

## Befolkningsutveckling
Antalet invånare i kommunen Lambruisse
Referens: INSEE